# (20019) Yukiotanaka
(20019) Yukiotanaka – planetoida z pasa głównego asteroid okrążająca Słońce w ciągu 4,37 lat w średniej odległości 2,67 j.a. Odkryli ją 2 listopada 1991 roku w Kitami dwaj japońscy astronomowie amatorzy Atsushi Takahashi i Kazurō Watanabe. Nazwa planetoidy pochodzi od Yukio Tanaki – gracza z drużyny baseballowej Hokkaido Nippon-Ham Fighters.